# Selaginella ivanii
Selaginella ivanii är en mosslummerväxtart som beskrevs av Shelton och Caluff. Selaginella ivanii ingår i släktet mosslumrar, och familjen mosslummerväxter. Inga underarter finns listade i Catalogue of Life.